# فطر جاروميترا ايسكلنتا

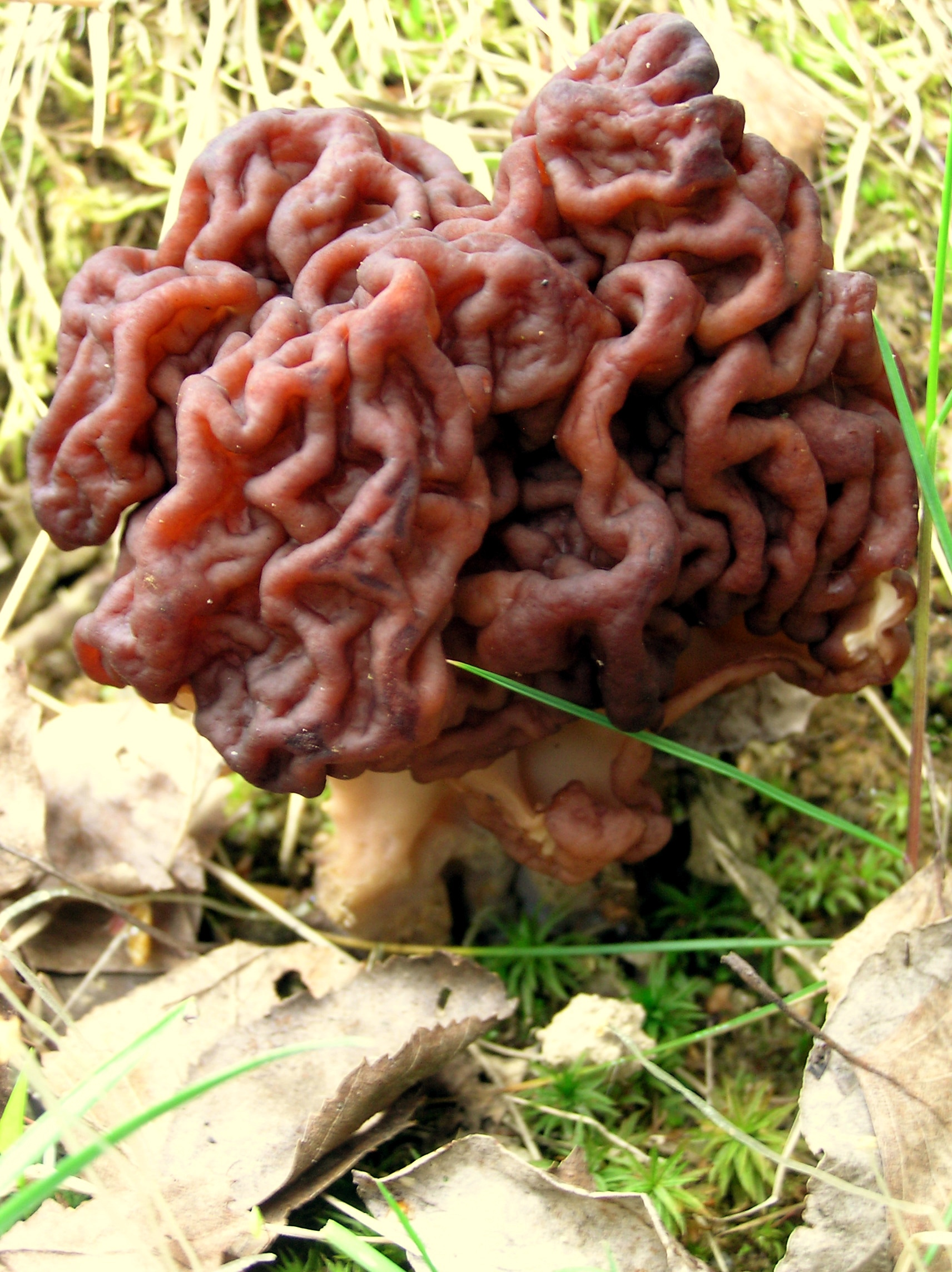

## Gyromitra esculenta

### التعريف
وهو فطر زقي من جنس Gyromitra ، موزعة على نطاق واسع في جميع أنحاء أوروبا وأمريكيا الشمالية. وعادة ما تتم ثمارها في التربة الرملية تحت الأشجار الصنوبرية في فصل الربيع وأوائل الصيف.
إن *الجسم المثمر*، أو الفطر، عبارة عن واجهة غير منتظمة تكون على شكل دماغ بني داكن اللون يمكن أن تصل إلى 10 سنتيميتر (3.9 بوصة) عالية و 15 سنتيمتير (5.9بوصة) واسعة، تطفو على شريط أبيض قوي تصل إلى 6 سنتيميتر (2.4 بوصة) عالية.

## تحرير التصنيف العلمي
جيروميترا إسكونترا
Frühjahrslorchel.JPG
تحرير التصنيف العلمي
المملكة:
الفطريات
شعبه/ قطاع:
أكومكوتا
فئه:
بييزوميسيتس
الطلب:
بيززاليس
الاسره:
ديسكوناسي
جنس:
جيروميترا
الانواع:
ز. إسكونيلا

## اسم ذي الحدين
Gyromitra esculenta
(Pers. ex Pers.) الأب. (1849)

### المرادفات
[1]
هيلفيلا إسكونتينا بيرس(1800)
فيسوميترا إسكونالولادة (بيرس) بود. (1907)
جيروميترا إسكونترا

### عرض قالب Mycomorphbox الذي يولد قائمة الخصائص النفسية
البكتريا الملساء
الغطاء محدب
مرفق غشاء البكارة لا ينطبق
stipe عارية
طباعة بوغ الأصفر إلى برتقالي
علم البيئة هو saprotrophic أو فطريات
الصالحة للأكل: القاتلة أو الاختيار

## خطر تناول فطر الجاروميترا ايسكلنتا
على الرغم من أنها قد تكون قاتلة إذا تم تناولها نيئة، إلا أن Gyromitra esculenta من الأطعمة الشهية في الدول الاسكندنافية وأوروبا الشرقية ومنطقة البحيرات الكبرى في أمريكا الشمالية. على الرغم من أنها تحظى بشعبية في بعض مناطق جبال البرانس الشرقية، يُحظر بيعها للجمهور في إسبانيا. يمكن بيعه طازجًا في فنلندا، ولكن يجب أن يكون مصحوبًا بتحذيرات وتعليمات حول التحضير الصحيح.

### الأعراض التي تظهر عند التسمم
على الرغم من أنه لا يزال مسلوقًا بشكل عام قبل التحضير، تشير الدلائل إلى أنه حتى هذا الإجراء قد لا يجعل Gyromitra esculenta آمنًا تمامًا للاستهلاك.^^ عند الاستهلاك، يتم تحلل العامل النشط الرئيسي، جيروميترين، إلى مركب مونوميثيل هيدرازين السام (MMH). يؤثر السم على الكبد والجهاز العصبي المركزي وأحيانًا الكلى. تشمل أعراض التسمم القيء والإسهال بعد عدة ساعات من الاستهلاك، تليها الدوخة والخمول والصداع. قد تؤدي الحالات الشديدة إلى الهذيان والغيبوبة والوفاة بعد خمسة إلى سبعة أيام.